# Reinehr-Verlag
Der Reinehr-Verlag ist ein deutscher Medienverlag, der Theaterstücke für Amateurtheater vertreibt. Sitz ist in Mühltal-Traisa im Landkreis Darmstadt-Dieburg in Hessen.

## Geschichte
Anlässlich einer Karnevals-Auftaktsitzung am 11. November 1984 hatte der damalige Sitzungspräsident Reinehr die Idee, statt einer Karnevalssitzung zusammen mit der Turngemeinde Traisa ein Theaterstück zu präsentieren. Daraus entstand dann aufgrund regen Interesses in den Folgejahren die Theatergruppe Ohlebach, welche derzeit über 37 Mitglieder verfügt.
Das Unternehmen wurde als Verlag zur wirtschaftlichen Verwertung angesammelten Medien im Jahre 1987 mit Sitz in Mühltal-Traisa (Hessen) gegründet. Der Verlag verfügt über vier eigene Mitarbeiter. Geschäftsführer des Verlags sind Wilfried Reinehr und Anette Müller (Stand: Oktober 2011).

## Produkte
Verlegt werden hauptsächlich Lustspiele (Komödien, Schwänke, Possen usw.) in hochdeutscher Sprache und in plattdeutscher oder schwäbischer Mundart. Neben abendfüllenden Stücken sind Einakter, Kurzspiele, Sketche und gespielte Witze im Programm. Seit 2007 werden Theaterstücke für Kinder verlegt. Lizenzausgaben verschiedener Stücke gibt es in plattdeutsch, bayerisch, holländisch, belgisch und schweizerdeutsch. Der jährlich erscheinende Printkatalog kommt jeweils zum Jahresanfang in einer Auflage von 10.000 Exemplaren heraus.
Zu den Verfassern der bisher zur Aufführung gelangten Stoffe gehören unter anderem Sascha Eibisch, Wilfried Reinehr, Erich Koch, Lothar Neumann, Mike Kinzie, Dieter Bauer, Alf Hauken und Manfred Mol.

## Weiterführende Informationen
Verlagsgründer und Geschäftsführer Wilfried Reinehr war von August 1987 bis Dezember 2007 Geschäftsführer der monatlich erscheinenden Regional-Zeitung "Mühltalpost" und zog sich zurück, um sich der Theaterlektüre zu widmen.